# Middlemarch
Middlemarch: Un estudio de la vida en provincias es una novela de George Eliot, el seudónimo de Mary Anne Evans, llamada posteriormente Marian Evans. Es su sexta novela, comenzada en 1869 aunque se vio interrumpida durante un tiempo por la enfermedad de Thornton Lewes, el hijo de su compañero George Henry Lewes. Al año siguiente la retomó uniendo varias historias en una y dándoles coherencia, y durante 1871 y 72 la novela se publicó en fascículos. La primera edición completa en un solo tomo fue publicada en 1874 y fue un éxito de ventas.
Subtitulada "Un estudio de la vida en provincias", la novela se desarrolla en la ficticia ciudad de Middlemarch, en la región inglesa de las Midlands durante los años 1830-32. La historia tiene varias líneas argumentales y un amplio número de personajes, y además de su claridad al entrelazar los relatos, incluye otros temas subyacentes como la situación de la mujer, la naturaleza del matrimonio, el idealismo y el interés personal, la religión y la hipocresía, las reformas políticas y la educación. Tiene un ritmo pausado, el tono es ligeramente didáctico (la voz de la autora irrumpe ocasionalmente a través de la narrativa) y muestra un cuadro muy amplio de la vida en provincias.
Pese a que tiene algunos personajes cómicos (el señor Brooke, la diminuta tía Miss Noble) y otros con nombre cómico (la señora Dollop- cucharada en inglés-) Middlemarch es una novela realista. A través de las palabras y opiniones de los diferentes personajes nos damos cuenta de los grandes acontecimientos del momento: el Acta de reforma, los comienzos del ferrocarril, la muerte del Rey Jorge IV y la sucesión de su hermano, el Duque de Clarence, y posterior Rey Guillermo IV. Nos da información sobre los avances de la medicina en aquellos años y también topamos con la actitud profundamente reaccionaria de una comunidad establecida enfrentando la posibilidad de lo que para muchos de ellos eran cambios no deseados.
Los ocho libros que componen la novela no son entidades autónomas ya que reflejan el formato en fascículos en el que se editaron originalmente. Un pequeño prólogo introduce la idea de una moderna Santa Teresa anticipándonos el personaje de Dorothea. El epílogo nos relata el destino de los personajes principales.
En líneas generales, Middlemarch ha mantenido su popularidad y sigue siendo considerada una de las obras maestras de la literatura inglesa, pese a que algunos críticos han expresado su disconformidad con el destino que se le asigna a Dorothea. Kate Millett llamó la atención sobre la subordinación final de los sueños de Dorothea a los de su admirador Ladislaw. En cambio Virginia Woolf se deshizo en elogios y describió Middlemarch como «un libro magnífico que es, con todas sus imperfecciones, una de las pocas novelas inglesas escritas para adultos». Martin Amis y Julian Barnes han dicho de ella que es, probablemente, la mejor novela de lengua inglesa.

## Antecedentes

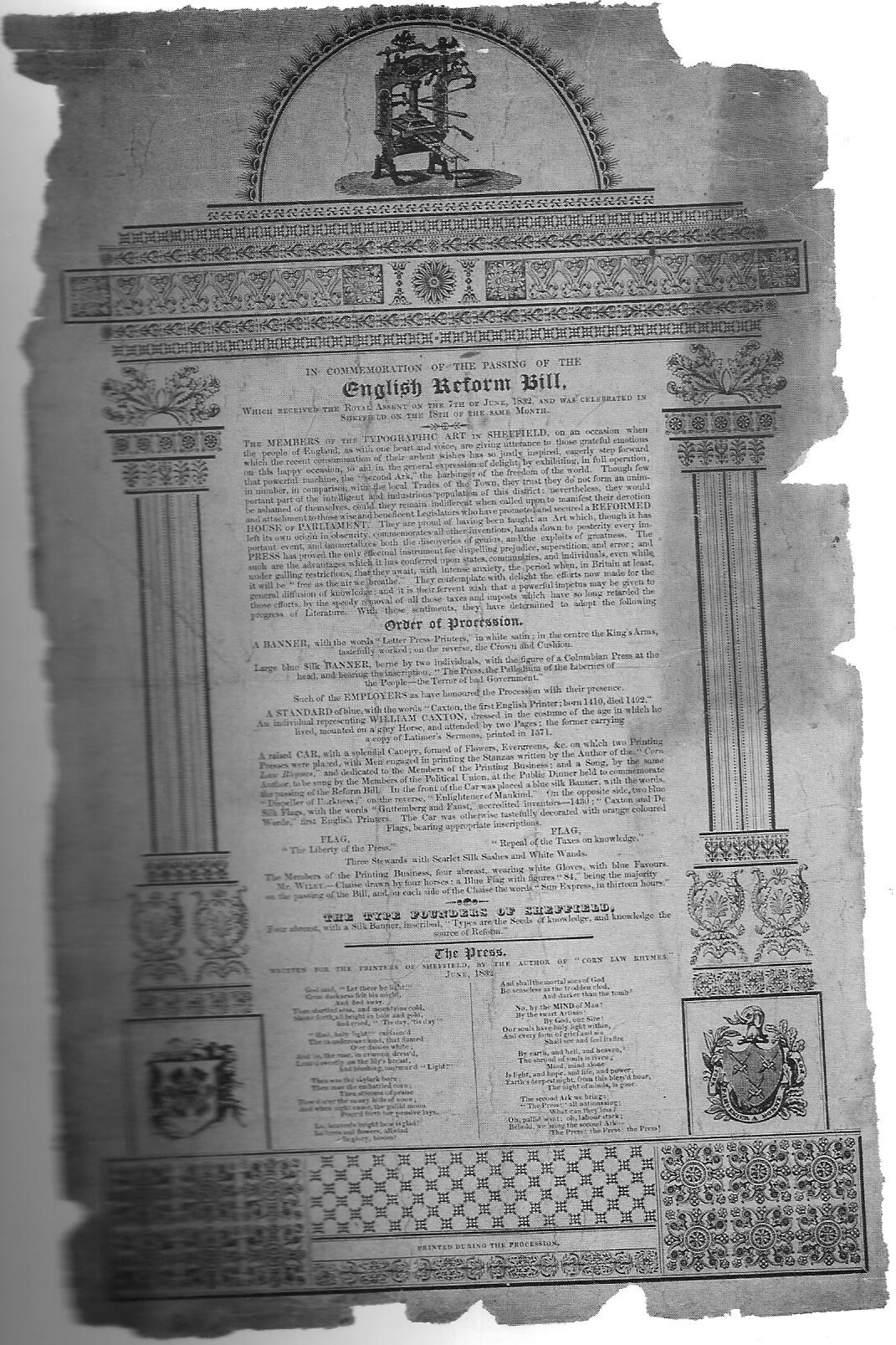
Sheffield Typographical Society - Ley de Reforma de 1832

El 1 de enero de 1869 George Eliot anotó en su diario las tareas que tenía previstas para el año que empezaba. La lista incluía una novela llamada Middlemarch junto con algunas poesías y otros proyectos. Su novela más reciente, Felix Holt, había sido publicada hacía más de dos años y no se había vendido bien. A pesar de ello, la novela que proyectaba iba a desarrollarse en Inglaterra en los mismos años previos a la ley de reforma en los que se desarrollaba la anterior, y pretendía afrontar este asunto pero de una forma menos directa.
En un principio se concibe como una historia sobre un ambicioso doctor, Lydgate, la familia Vinci y el señor Featherstone. La novela progresaba con lentitud; en septiembre solo tenía tres capítulos acabados. El motivo principal era la tuberculosis terminal que padecía el hijo de George Henry Lewes, Thornie. Después de la muerte de este, el 19 de octubre de 1869, dejó de escribir. No sabemos siquiera si su intención era seguir con el proyecto. Más de un año después, en noviembre de 1870 empezó a trabajar en una historia totalmente nueva, Miss Brooke, creando el personaje de Dorothea. No sabemos cuando decide hacerlo pero en marzo de 1871 ya había empezado a unir ambas historias.
Al crecer las posibilidades de la novela se decidió cambiar también la forma de publicación. En mayo de 1871 Lewes pidió al editor John Blackwood que la publicara en ocho partes, en intervalos de dos meses empezando en diciembre de 1871. Blackwood aceptó y los ocho fascículos aparecieron de esta forma a lo largo de 1872, apareciendo los dos últimos en los meses correlativos de noviembre y diciembre.

## Argumento

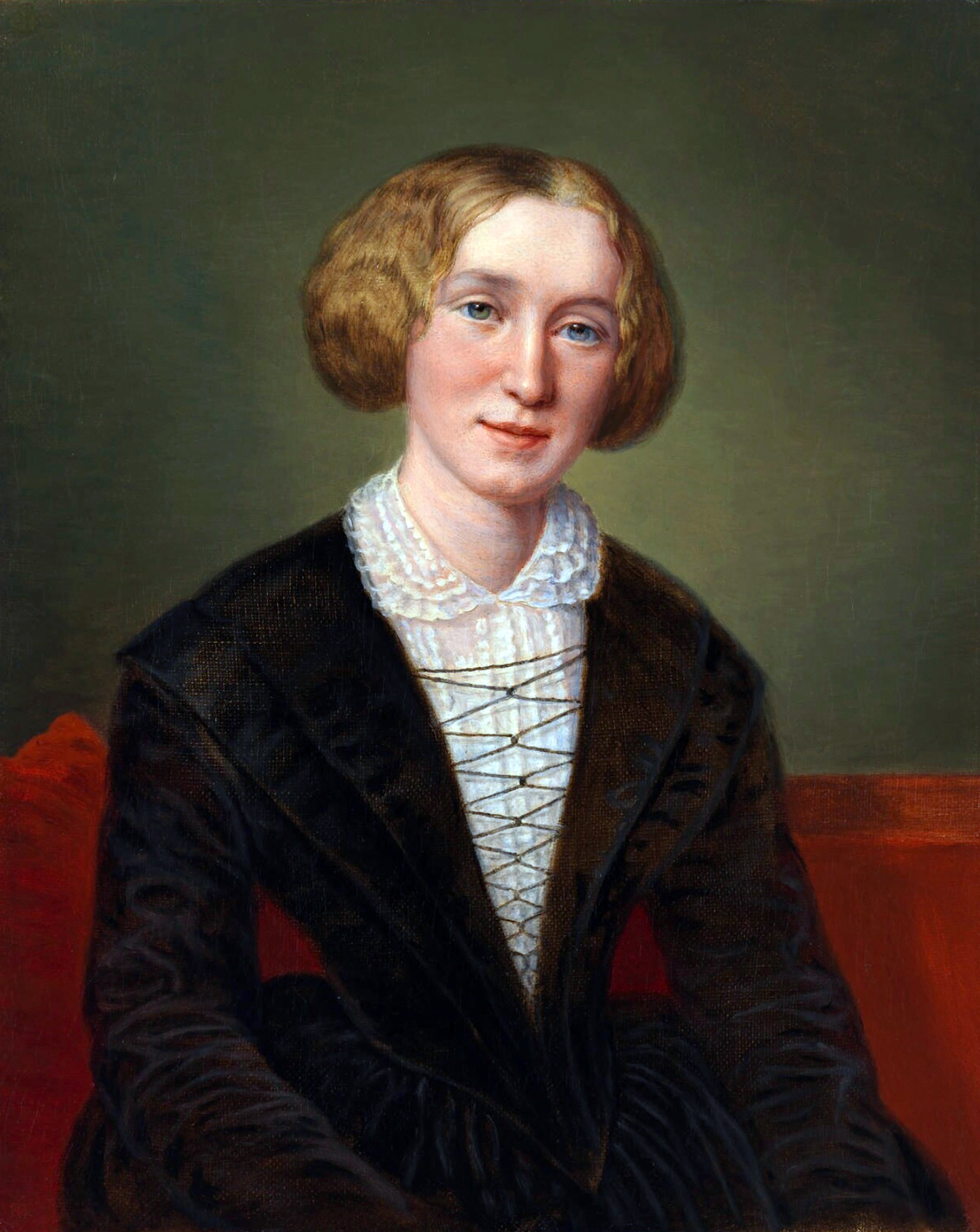
George Eliot

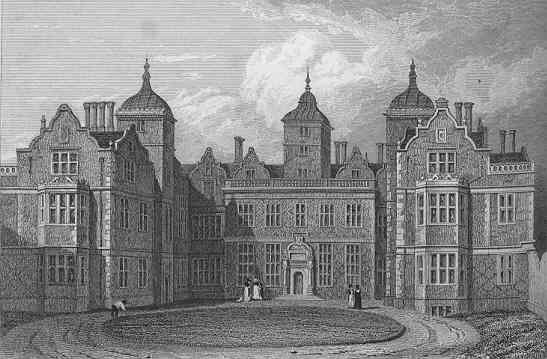
Casa en las Midlands en 1829

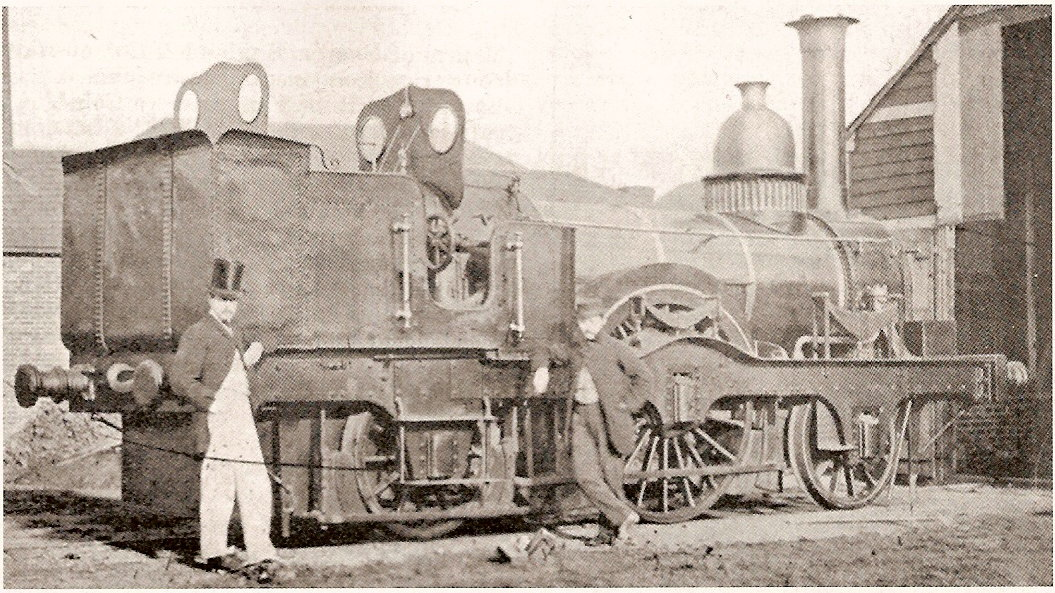
Ferrocarril inglés del S XIX

Dorothea Brooke es una mujer idealista, acomodada, comprometida con planes para ayudar a los más necesitados de la localidad. Se espera de ella que tenga la vida confortable y ociosa de la mujer del terrateniente Sir James Chettam, pero, para consternación de su hermana Celia (que luego se casará con Chettam) y de su locuaz tío el Señor Brooke, se casa con Edward Casaubon, un pedante erudito de clase media que está enfrascado en lo que ella cree un gran trabajo: «la llave de todas las mitologías». Ella busca realizarse compartiendo la vida intelectual de su marido pero después de una desgraciada luna de miel en Roma experimenta la frialdad de él hacia sus ambiciones. Poco a poco se va dando cuenta que ese gran proyecto en el que trabaja su marido está condenado al fracaso y sus sentimientos hacia él se convierten en decepción. Dorothea traba una buena amistad con Will Ladislaw, un joven primo de Casaubon, pero este no le tiene en gran estima y, sospechando que Ladislaw pretende seducir a Dorothea para acceder a su fortuna, le cierra las puertas de su casa.
Con su salud empeorando, Casaubon intenta que Dorothea le prometa que, si él muere, ella deberá «evitar hacer lo que yo reprobaría y dedicarte a hacer lo que yo deseo», queriendo decir o bien que ella debería rechazar a Ladislaw o, como cree Dorothea, que debería acabar por él La llave de todas las mitologías. Antes de que Dorothea pueda contestarle, Casaubon muere. Dorothea se entera entonces de que su marido había añadido una cláusula adicional a su testamento retirándole la herencia en el caso de que se casara con Ladislaw.
Mientras tanto, un joven e idealista doctor, Tertius Lydgate, ha llegado a Middlemarch con avanzadas ideas reformistas en materia de sanidad. Su trabajo voluntario en el hospital le pone en contacto con el financiero de la localidad, el señor Bulstrode, que tiene inclinaciones filantrópicas pero a la vez es un fanático religioso con un pasado secreto. La sobrina de Bulstrode es Rosamond Vincy, hija del alcalde y belleza oficial de la ciudad. Rosamond se fija en Lydgate atraída por sus supuestas conexiones aristocráticas y su nobleza. Consigue atraparlo, pero las diferencias entre su egocentrismo y el idealismo de él les aseguran un matrimonio desgraciado. La explosiva mezcla de su ambición material y la debilidad de Lydgate hacen que este acabe endeudándose y tenga que pedir ayuda a Bulstrode. Para sobrellevar estas penalidades Lydgate se apoya en su amigo Camden Farebrother, el generoso y encantador cura de la parroquia local.
A la vez que sucedía esto hemos ido conociendo al hermano de Rosamond, el universitario incansble y algo irresponsable de Fred, destinado a regañadientes a trabajar en un puesto eclesiástico. Sigue enamorado de la misma chica desde la infancia, Mary Garth, una joven franca y sensata, que no lo aceptará hasta que él no abandone la Iglesia (en la que ella sabe que no tiene ningún interés), y se establezca en una carrera más adecuada para él.
Mary ha sido la causa involuntaria de que Fred perdiera una considerable fortuna que le había legado el irascible anciano Señor Featherstone y le rescindió en un testamento posterior. En su lecho de muerte ruega a Mary que destruya este segundo testamento pero ella, desconocedora del alcance de su decisión, se niega a hacerlo. Fred, que tiene problemas por unas deudas de juego se ve obligado a pedir un préstamo al padre de Mary, Caleb Garth, para cumplir con sus compromisos. Esta humillación impacta a Fred y le lleva a replantearse su futuro. Finalmente  decide prepararse con Caleb, que le ha perdonado su imprudencia, para ejercer de administrador de fincas. 
Estas tres narraciones entremezcladas, con tramas laterales como el desastroso aunque cómico intento del señor Brooke de entrar en el parlamento para promover la Reforma, son la base de la historia hasta bien entrado el último tercio de la novela. Es entonces cuando surge un nuevo hilo con la aparición de John Raffles, que conoce el pasado de Bulstrode y está decidido a explotar este conocimiento. El terror de Bulstrode a su exposición pública y a quedar como un hipócrita le lleva a acelerar la muerte de Raffles, ya enfermo terminal, dándole acceso a alcohol y a cantidades ingentes de opio. Pero llega tarde; Raffles ya ha corrido la voz. La desgracia de Bulstrode envuelve al desafortunado Lydgate, pues se hace pública la deuda que tiene con él, y se le supone cómplice de sus fechorías. Solo Dorothea y Farebrother creen en su inocencia, pero Lydgate y Rosamond se ven en la necesidad de abandonar Middlemarch en medio del oprobio general. El único consuelo para el deshonrado y vilipendiado Bulstrode es que su mujer permanece con él ya que él también afronta el exilio.
El último asunto de esta compleja trama se refiere a Ladislaw, que desde su encuentro inicial ha mantenido en secreto su amor por Dorothea. Se quedó en Middlemarch trabajando para el Señor Brooke, convirtiéndose en el objeto de las peligrosas atenciones de Rosamond. Tras la paralización de la campaña política de Brooke ya no tiene excusa para quedarse y visita a Dorothea para despedirse. Pero Dorothea, liberada de su vida con Casaubon aunque prisionera de su testamento, ve ahora a Ladislaw como el medio para escapar en busca de una nueva vida. Renunciando a su independencia y a la fortuna de Casaubon, sorprende a su familia de nuevo anunciando su matrimonio con Ladislaw. al mismo tiempo Fred, que ha demostrado ser un buen alumno en la profesión de Caleb, consigue finalmente la aprobación de Mary.
Más allá de las historias principales tenemos continuos atisbos de otras escenas. Podemos observar a los codiciosos familiares de Featherstone repartiéndose el botín; visitar a los curiosos habitantes de la casa de Farebrother y tomar conciencia de las enormes diferencias sociales y económicas. Pero estas son solo el telón de fondo de las historias principales las cuales, como en la vida real, se mantienen largo tiempo en suspenso, dejando un corto epílogo para resumir los destinos de nuestros protagonistas durante los siguientes treinta años aproximadamente.

## Temas

### Educación

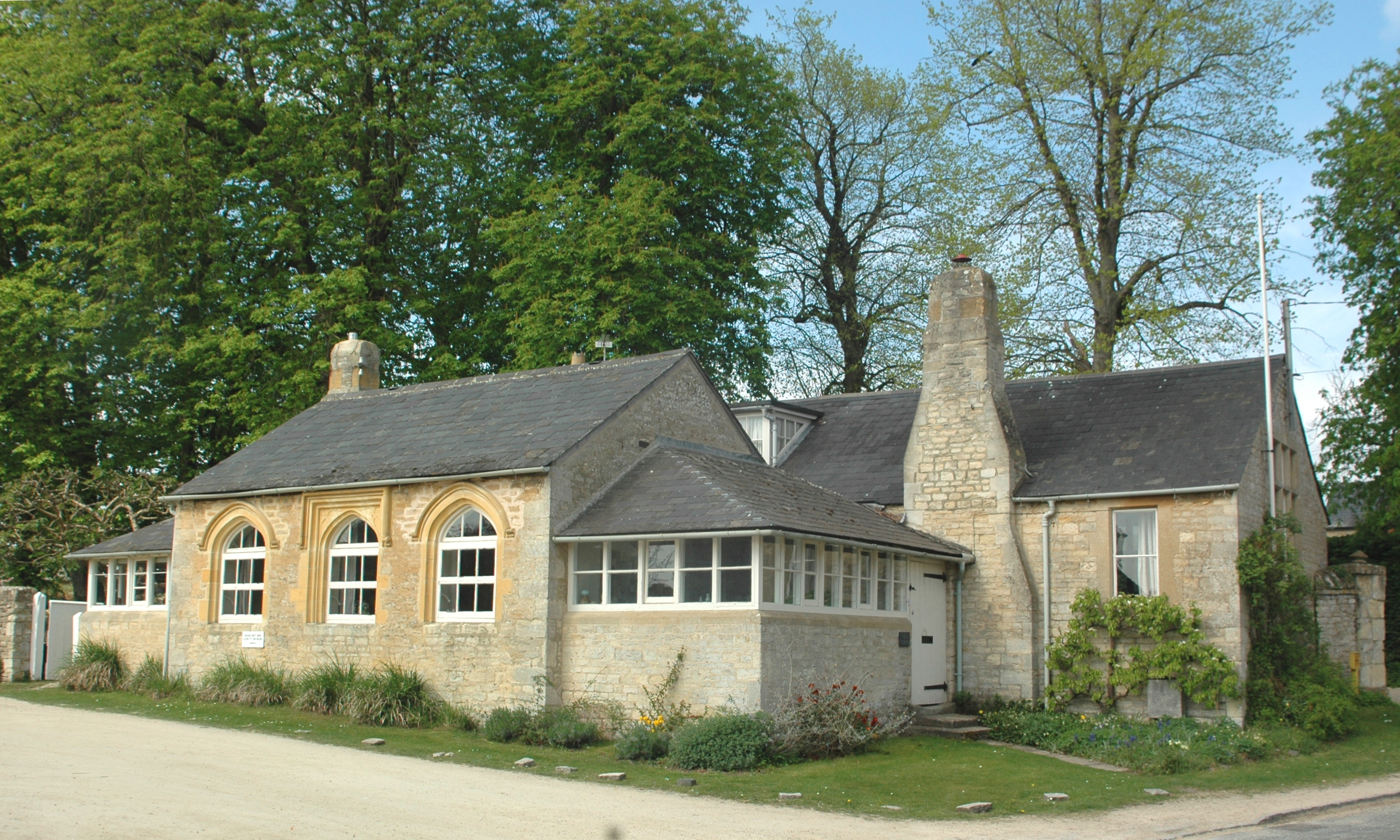
Escuela construida en 1832 en Oxfordshire, Inglaterra.

El libro examina el papel de la educación en las vidas de los personajes. Dorothea se frustra con la poca ambición de educación superior que tiene Rosamond, para la que los estudios se reducen a la etapa escolar y son un mero trámite sin propósito de adquirir una profesión, lo que generalmente se les negaba a las mujeres de la época. Rosamond en un principio admira a Lydgate por su educación e intelecto. Una dinámica similar se observa en la relación de Dorothea y Casaubon, en la que Dorothea reverencia el intelecto de su marido. Dorothea finalmente cuestionará la profundidad de Casaubon mientras que Rosamond está demasiado obsesionada consigo misma para simpatizar con las ambiciones de Lydgate.
A pesar de su supuesta gran erudición el señor Casaubon teme publicar pues considera que debe escribir un trabajo que esté más allá de cualquier crítica. Por el contrario Lydgate sigue adelante con sus intentos de mejora rozando la arrogancia en ocasiones y dejando fuera de juego a sus colegas de profesión. Pese a su educación le faltan el tacto y la diplomacia necesarias para prosperar en una pequeña ciudad.

### Autoengaño

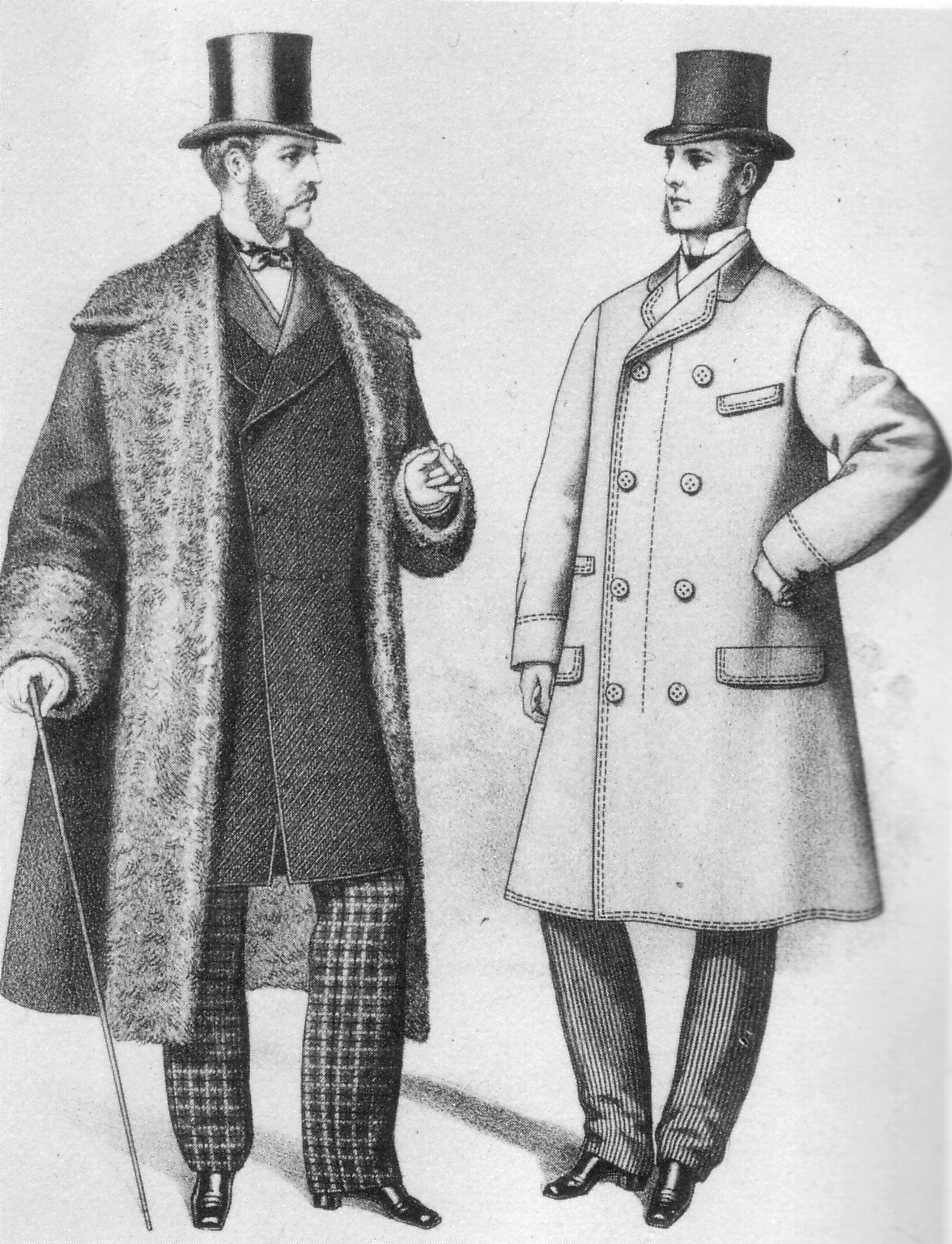
Caballeros de la Época Victoriana, década de 1870

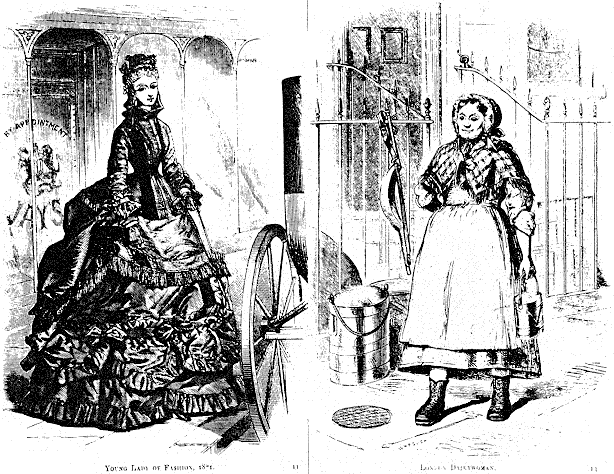
Contraste social reflejado en la moda 1871

La mayoría de los personajes principales de esta novela tienen el hábito de construir castillos en el aire e intentar vivir en ellos. Cometen muchos fallos por ser idealistas, estar absortos en sí mismos y en general alejados de la realidad. Estos errores les causan infelicidad y al final sus ilusiones se agotan. Algunos personajes aprenden de esto y otros no. Los que aprenden generalmente consiguen ser felices, mientras que los que persisten en ignorar el pragmatismo son desgraciados.
Dorothea, que solo quiere en la vida hacer el bien, rechaza a un hombre joven que hubiera sido una razonable elección, para casarse con un hombre mayor. Lo hace pensando en ayudarle con sus grandes desafíos intelectuales. Desgraciadamente, está tan enamorada de la imagen que tiene de él que no se da cuenta de que el señor Casaubon en realidad no está escribiendo . Está tan obsesionado con hacer la tesis perfecta y está tan preocupado por las críticas de sus colegas que nunca publica nada. No está interesado en contribuir a la disciplina por ella misma sino para enaltecer su ego y mejorar su imagen. Dorothea, en su juventud, no se da cuenta de esto. Más tarde, cuando se encuentre a otras personas que aman genuinamente el conocimiento por sí mismo (como Ladislaw o Lydgate), se dará cuenta de la diferencia entre lo que quería y lo que realmente eligió. Aunque esto no le impide casarse por segunda vez con Ladislaw, al que apenas conoce.
Lydgate, el otro personaje trágico en esta novela, elige a su mujer basándose en la atracción física más que en el conocimiento de su personalidad. Se casa con la materialista y egocéntrica Rosamond que, sin él saberlo, ha estado abrigando sus propias ilusiones e ideas falsas sobre él. Una vez casados se dan cuenta de lo poco que combinan uno con el otro.
Pero él no puede liberarse de Rosamond ni tampoco quiere abandonar sus pretensiones de entrar en la clase alta, lo que le proporcionaría el tiempo y los recursos necesarios para dirigir la investigación médica que pretende. Se permite ignorar la situación financiera de Middlemarch, no dispensa recetas y se granjea la antipatía de sus pacientes no comportándose como se espera de él. Al final sucumbe al deseo de Rosamond de abandonar Middlemarch y se vuelve el tipo de médico que no quería ser, abandonando permanentemente su investigación. Alcanza el éxito financiero, lo que apacigua a Rosamond. Después de morir Lydgate, ella se casa con un hombre que se adapta mejor a sus gustos, que le satisface económicamente y nunca le pide que haga nada difícil.
No todos los personajes de Middlemarch se aferran a sus ilusiones. Fred Vincy tiene un duro despertar cuando pierde la herencia. Deja a un lado su parte más frívola y se pone a trabajar para el padre de Mary. Mr Farebrother, el vicario, que también está enamorado de Mary, ayuda a Fred a mantenerse alejado de la tentación y lo mantiene en el buen camino.
El señor Farebrother hace esto con mucho dolor por su parte ya que si Fred no consigue ser un hombre productivo él tendría su oportunidad de cortejar a Mary, a la que quiere para sí. Al final Fred es recompensado cuando demuestra ser un hombre sensato y digno de confianza. Mary lo acepta en matrimonio.
Rosamond Vincy Lydgate nunca abandona sus falsas ilusiones sobre sí misma y al final se da cuenta de que no es tan fácil estar casada con un médico idealista y que pertenecer a una familia adinerada no les garantiza la riqueza a ella y a su marido. También se da cuenta de que Lydgate no era el buen partido que ella creía. Cuando acaba el libro y después de la muerte de Lydgate identificará correctamente los atributos que ella desea en un hombre: un bolsillo lleno y una naturaleza indulgente. Consigue un marido así y alcanza la felicidad.

## Personajes

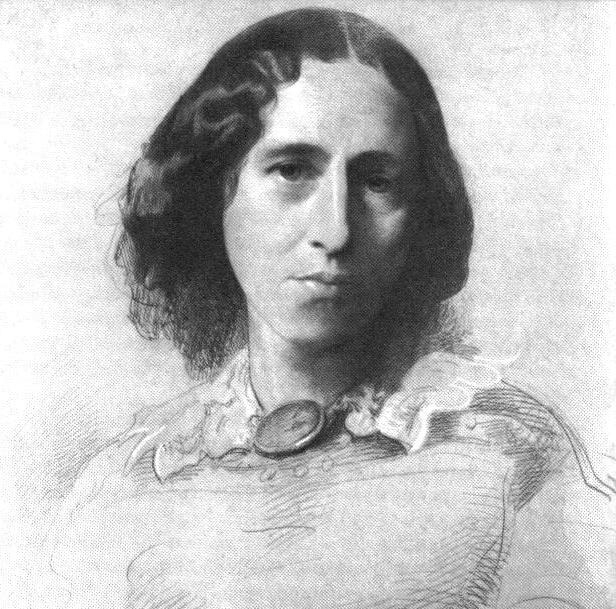
George Eliot por Samuel Laurence

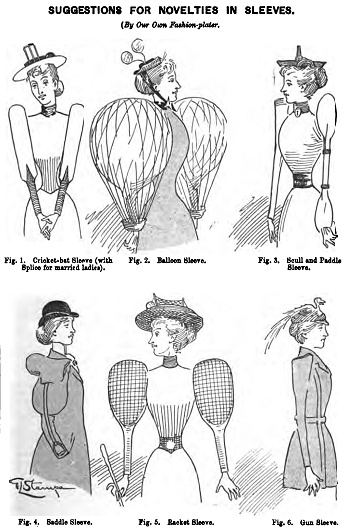
Moda en la Época Victoriana

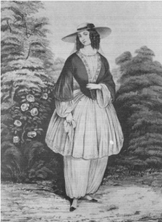
Traje victoriano de 1850

- Dorothea Brooke — Una chica inteligente que aspira a hacer grandes trabajos. se embarca en proyectos para rediseñar las casas de los aparceros de las tierras de su tío pero nadie se toma sus ideas en serio. Decide casarse con el reverendo Edward Casaubon, varias décadas mayor que ella, para ayudarle en su investigación pero pronto se pone de manifiesto que la boda ha sido un error, Casaubon no la toma en serio y la ofende. Dorothea encuentra su alma gemela en el sobrino de su marido, Ladislaw, y se hacen amigos. Tras la muerte de Casaubon renuncia a la herencia de su marido para casarse con Ladislaw y se trasladan a Londres.

- Tertius Lydgate —  Es un médico idealista, orgulloso, apasionado, con talento y algo inocente, de buena cuna pero con pocos recursos. Confía en hacer grandes avances en medicina gracias a sus investigaciones y el hospital de voluntarios de Middlemarch. Acaba casándose con Rosamond y el matrimonio resulta ser desgraciado. Su orgullo e intentos de demostrar que no tiene que rendir cuentas a nadie acaban pasándole factura y debe abandonar la ciudad . Por amor a su mujer sacrifica sus ideales.

- Reverendo Edward Casaubon — Es un clérigo pedante, egoísta y algo mayor, que está obsesionado en finalizar su investigación académica por encima de todo lo demás. Se casa con Dorothea Brooke llevándola a un matrimonio sin amor. Su libro inacabado, La llave de todas las mitologías, intenta ser una representación del sincretismo religioso. Sin embargo pronto nos damos cuenta que no va a acabar su trabajo pero ha dedicado demasiado tiempo a su investigación y es incapaz de admitir que esta excede sus capacidades.
- Mary Garth — La hija de Caleb y Susan Garth es una chica práctica, sencilla, y amable. Trabaja de enfermera para el Sr. Featherstone. Ella y Fred eran amigos desde la infancia pero ella se niega a aceptarlo en matrimonio hasta que él demuestre que es capaz de ganarse la vida y demuestre algo de sensatez.
- Sr. Arthur Brooke — El tío de Dorothea y Celia Brooke. A menudo ofuscado y no demasiado listo. Tiene la reputación de ser el peor terrateniente de todo el condado pero quiere presentarse al parlamento como reformista.

- Celia Brooke — La hermana menor de Dorothea, y más convencional y mundana que esta. No comparte con ella su idealismo y ascetismo.
- Sir James Chettam — Un terrateniente vecino, enamorado de Dorothea. Intenta ganársela ayudándole con su plan para mejorar las condiciones de los campesinos. Cuando Dorothea se casa con Casaubon él lo hace con su hermana.

- Rosamond Vincy — Presumida, guapa, superficial y muy narcisista, Rosamond tiene una gran opinión de sus propios encantos y una pobre opinión de la sociedad de Middlemarch. Se casa con Tertius Lydgate porque cree que ascenderá así en la escala social y vivirá cómodamente. Cuando su marido se encuentra con dificultades económicas ella frustra sus intentos de ahorrar incapaz de soportar la idea de perder su estatus.

- Fred Vincy —  Hermano de Rosamond. Su familia espera que se asegure la vida convirtiéndose en clérigo pero a él no le entusiasma la idea . Ha crecido con las esperanzas puestas en la herencia de su tío, es derrochador e irresponsable. Al perder la herencia cambia y con la ayuda de Mary y el párroco de la localidad consigue una profesión más acorde con su personalidad.
- Will Ladislaw —  Primo de Casaubon. No tiene propiedades porque su madre se casó con un músico pobre y fue desheredada. Es un hombre con don de palabra, idealista y con talento pero sin un medio de vida estable. Se enamora de Dorothea pero no pueden casarse sin que ella pierda la herencia de Casaubon.

- Sr. Humphrey Cadwallader y Sra. Eleanor Cadwallader — Vecinos de los Brooke. El Sr. Cadwallader es rector. La Sra. Cadwallader es una mujer charlatana y pragmática que desaprueba la boda de Dorothea y las aventuras parlamentarias del Sr Brooke.

- Sr. Walter Vincy y  Sra. Lucy Vincy — Una respetable familia de industriales. Quieren que sus hijos avancen socialmente y están disgustados con las bodas de Rosamond y de Fred.
- Sr. Caleb Garth — Padre de Mary Garth. Hombre de negocios amable, honesto y generoso que es topógrafo y administrador de fincas. Le gusta Fred y lo toma bajo su protección.
- Sr. Camden Farebrother — Párroco pobre pero listo y naturalista aficionado. Es amigo de Lydgate y Fred Vincy, y pretende a Mary Garth, pero ayudará a Fred a conseguirla al saber que ella lo quiere. No se considera a sí mismo un buen religioso y tiene afición por el juego.
- Nicholas Bulstrode  — Banquero adinerado casado con la hermana del Sr. Vincy, Harriet. Es un metodista que intenta imponer sus costumbres religiosas al resto de la comunidad pero a su vez tiene un sórdido pasado que oculta. Su religión siempre favorece sus deseos personales, es un hombre infeliz que siempre ha deseado ser mejor de lo que es.
- Sr. Peter Featherstone — Viejo terrateniente de Stone Court, un hombre hecho a sí mismo que se casó con la hermana de Caleb y posteriormente con la hermana del Sr. Vincy cuando esta murió.
- Sr. Hawley — empresario enemigo de Bulstrode.
- Sr. Mawmsey — Tendero.
- Dr. Sprague — Médico de Middlemarch .
- Sr. Tyke — Clérigo beneficiado por Bulstrode.
- Rigg Featherstone — Hijo ilegítimo de Featherstone que hereda de este en lugar de Fred.
- John Raffles — Tiene la llave del oscuro pasado de Bulstrode y del futuro de Lydgate.

## Significación literaria y acogida

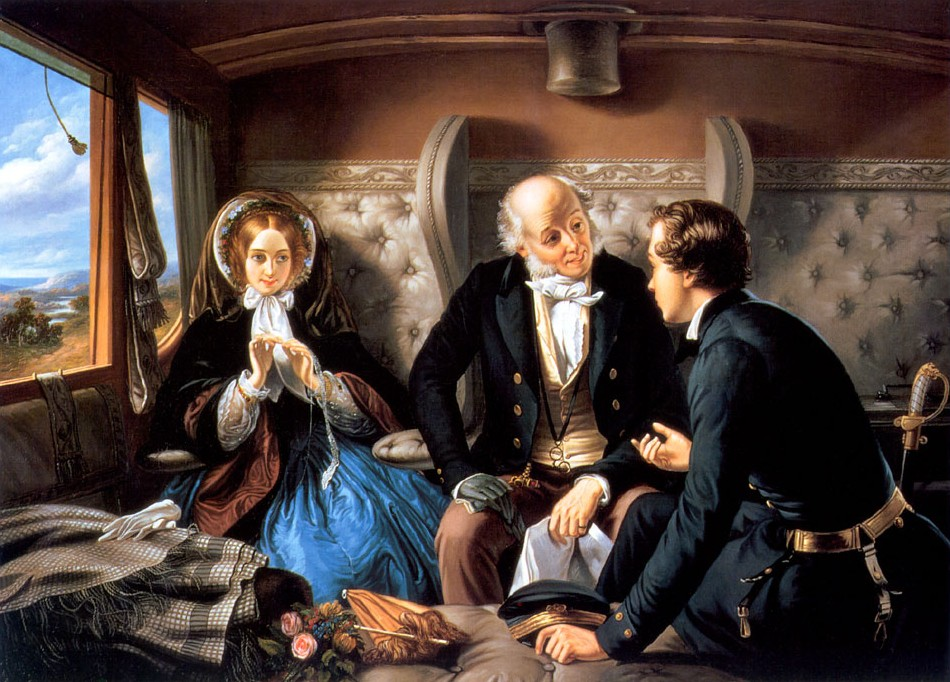
Abraham Solomon. Pasajeros de primera clase en el

Virginia Woolf describe Middlemarch como "una de las pocas novelas inglesas escritas para adultos." V. S. Pritchett, en The Living Novel, escribió "Dudo que ningún otro novelista victoriano tenga tanto que enseñar a los novelistas modernos como George Eliot... ningún escritor ha representado de una forma tan completa las ambigüedades de la elección moral."  El Crítico Jerome Beaty dice que uno puede leer Middlemarch como la novela de George Eliot sobre la Reforma, aunque la historia política se toca solo indirectamente."
Popular desde su primera publicación, la novela sigue siendo favorita entre en el público en nuestros días. En enero de 2007, un libro llamado The Top Ten (editado por J. Peder Zane) colocaba a Middlemarch en el número diez de su lista de Los 10 mejores libros de todos los tiempos, basándose en las votaciones de 125 escritores.
En 1873, la poetisa Emily Dickinson escribió en una carta a sus primas Louise y Fannie Norcross:

«¿Qué pienso de Middlemarch? ¿Qué pienso de la gloria excepto que en algunos casos esta mortal [George Eliot] ya se ha vestido de inmortalidad? George Eliot fue una de ellas. Los misterios de la naturaleza humana superan los "misterios de la redención", porque el infinito solo lo suponemos, mientras vemos lo finito [...]»

## Adaptaciones para cine y televisión
Middlemarch ha sido adaptado dos veces en televisión y hay un proyecto de largometraje.
- 1968: Middlemarch, producción de la BBC dirigida por Joan Craft.[18]
- 1994: Middlemarch, producción de la BBC dirigida por Anthony Page con guion de Andrew Davies.[19]